# Olierørledning Østsibirien-Stillehavet
Olierørledning Østsibirien-Stillehavet (russisk: трубопроводная система "Восточная Сибирь — Тихий океан", tr. truboprovodnaja sistema "Vostotjnaja Sibir — Tikhij okean", dansk: ~ rørsystememet "Østsibirien-Stillehavet") er en rørledning for eksport af russisk råolie til Asiatiske Stillehavs markeder, Japan, Kina og Korea. Rørledningen er bygget og drevet af det russiske rørledningsselskab Transneft.
Bygningen af rørledningen indledtes i april 2006. Den 4. oktober 2008 blev sektionen mellem Tajsjet og Talakan oliefeltet sat i drift og pumpede olie fra Surgutneftegas-ejede depot. Den første fase af rørledningen var lagt i maj 2009. Terminalen på Kozmino blev indviet af Russlands premierminister Vladimir Putin den 28. desember 2009.
I juni 2009 underskrev Rusland og Kina en aftale om at opbygge rørledningen til Kina, gennem hvilken Rusland årligt skal levere 15 millioner tons olie i 20 år i bytte for et lån 25 milliarder dollar fra Kina til russiske virksomheder Transneft og Rosneft til rørledning og olieudvikling. Opførelse af rørledningen til Kina startede i det russiske område den 27. april 2008 og på kinesisk område den 18. maj 2009. Den 64 kilometer lange strækning fra Skovorodino til Amurfloden på grænsen mellem Rusland og Kina blev bygget af Transneft, og den lange strækning på 992 kilometer fra Rusland-Kina-grænsen til Daqing blev bygget af China National Petroleum Corporation. Det blev afsluttet i september 2010. Den 1. januar 2011 indledte Rusland den planlagte olieeksport til Kina.